# Parc naturel des vallées du Coma Pedrosa
Le parc naturel des vallées du Coma Pedrosa (en catalan : Parc natural de les Valls del Coma Pedrosa) est un espace naturel protégé en Andorre. Il occupe une superficie de 1 543 ha au sein de la paroisse de La Massana, à l'ouest de la principauté. Le parc se trouve dans une zone montagneuse au climat rude, abritant notamment le point culminant du pays : le pic de Coma Pedrosa (2 942 m). Les glaciations de l'ère quaternaire ont modelé le relief du parc et l'ont doté de cirques et de lacs glaciaires. La beauté des paysages ainsi que la richesse de la faune comme de la flore en font un endroit prisé des randonneurs. Le parc est de ce fait principalement tourné de nos jours vers les activités récréatives de plein air qui ont remplacé la pratique traditionnelle de l'élevage.

## Géographie

### Localisation
Le parc naturel des vallées du Coma Pedrosa se trouve dans la paroisse de La Massana à l'ouest de l'Andorre. Le village le plus proche est Arinsal, situé à une centaine de mètres de la limite méridionale du parc. Le parc occupe une superficie de 1 543 ha et s'étend sur environ 6 km d'ouest en est et 2 km du nord au sud. 
Sa limite occidentale coïncide avec la frontière hispano-andorrane tandis que sa limite septentrionale se superpose en partie à la frontière franco-andorrane. Il en résulte que le parc naturel des vallées du Coma Pedrosa est en continuité avec deux autres espaces naturels protégés, le parc naturel régional des Pyrénées ariégeoises côté français et le parc naturel de l'Alt Pirineu côté espagnol. Au sud du parc se trouve le domaine skiable d'Arinsal, appartenant à la station de Vallnord.

### Orographie
Les deux plus hauts sommets du pays, le pic de Coma Pedrosa (2 942 m) et la Roca Entravessada (2 928 m) sont situés dans la partie occidentale du parc. Cette dernière comprend d'autres montagnes approchant les 2 900 m d'altitude : le pic de Médécourbe (2 913 m), le pic de Sanfonts (2 889 m), le pic de Baiau (2 885 m) et l'agulla de Baiau (2 860 m). Le point le plus bas du parc naturel des vallées du Coma Pedrosa est situé à proximité de son extrémité méridionale et se trouve à une altitude de 1 500 m. Le parc appartient donc à la haute montagne pyrénéenne. 
Sur le plan géologique, comme dans l'ensemble du nord-ouest de l'Andorre, la plupart des roches sont datées du cambrien et de l'ordovicien. Le relief a été principalement modelé par les glaciations de l'ère quaternaire à l'origine de la formation de cirques glaciaires,. On distingue trois cirques principaux : le cirque de Coma Pedrosa situé à l'ouest (et orienté à l'est) et les cirques du Pla de l'Estany et de Momantell, tous deux situés au nord (et orientés au sud). Ces cirques possèdent tous un substrat commun de schiste peu métamorphique. Il est à noter que le parc naturel des vallées du Coma Pedrosa se caractérise également par la présence de roches d'origine volcanique comme la rhyolite.

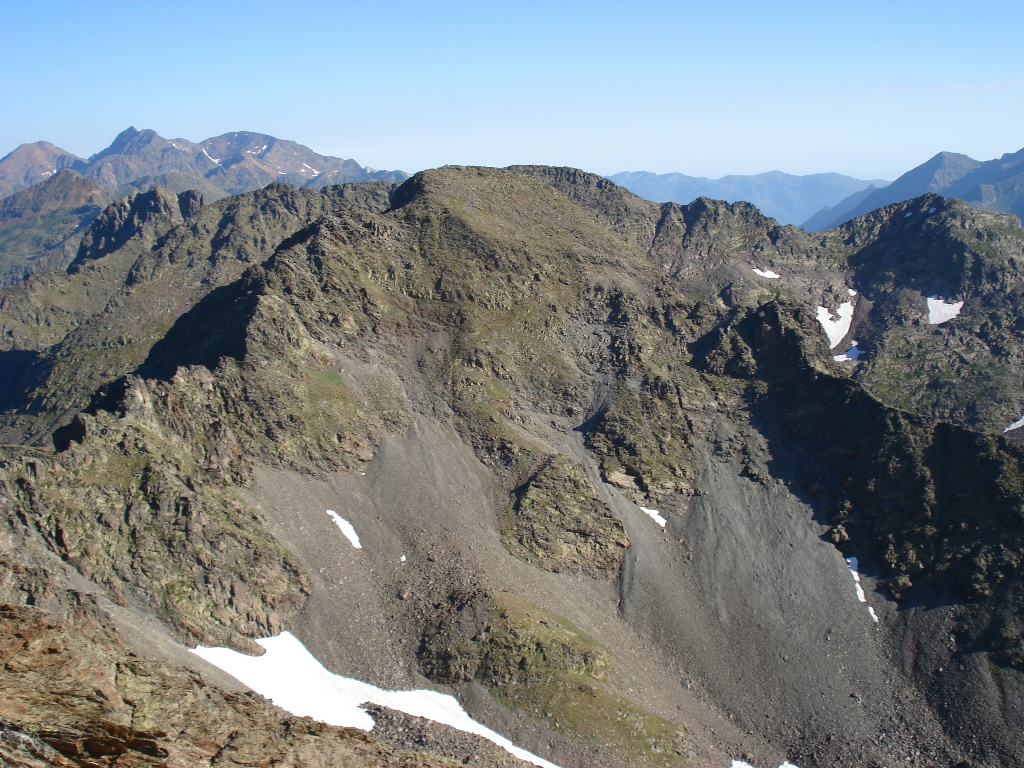
Roca Entravessada.
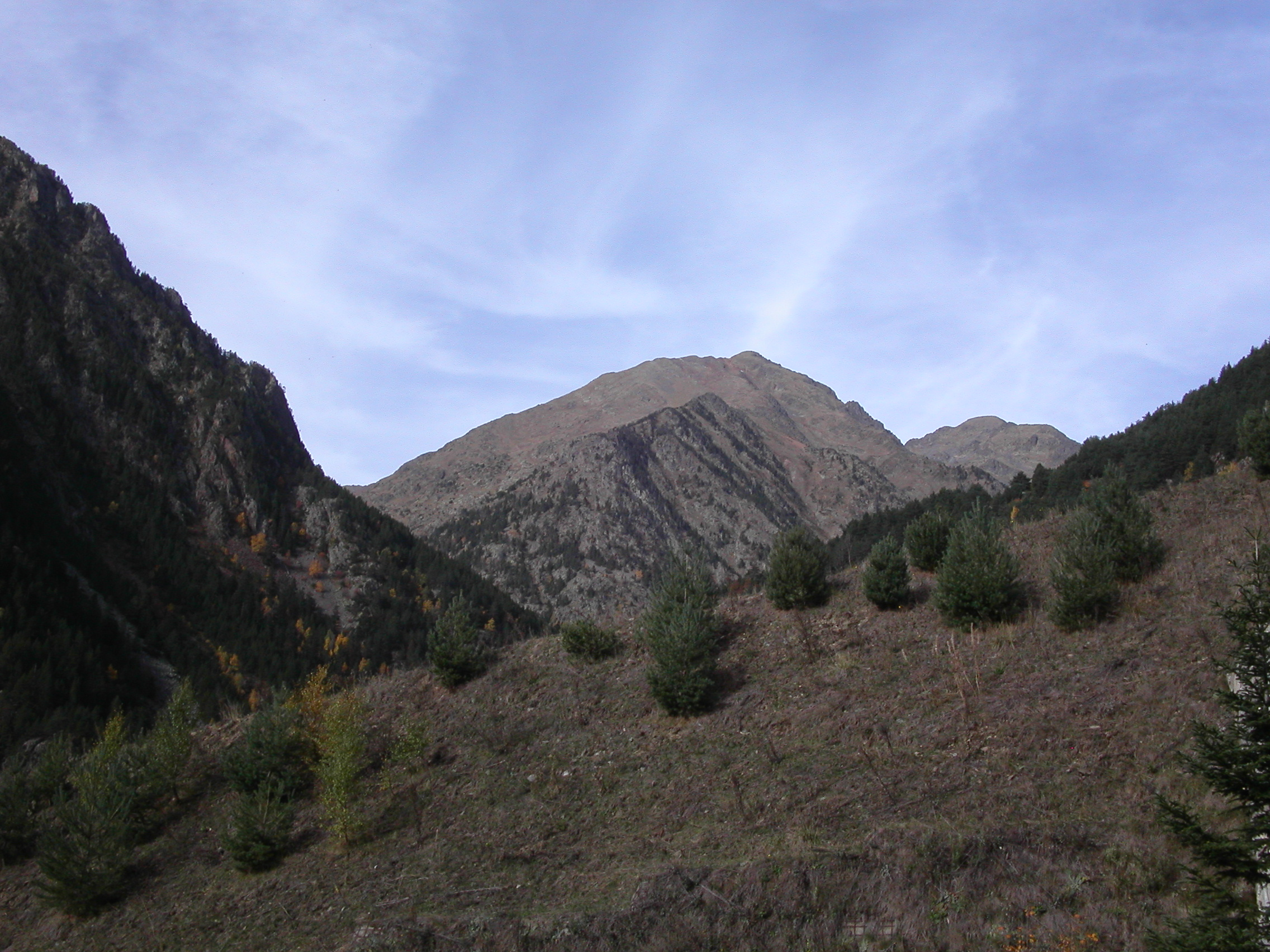
Pic de Coma Pedrosa.
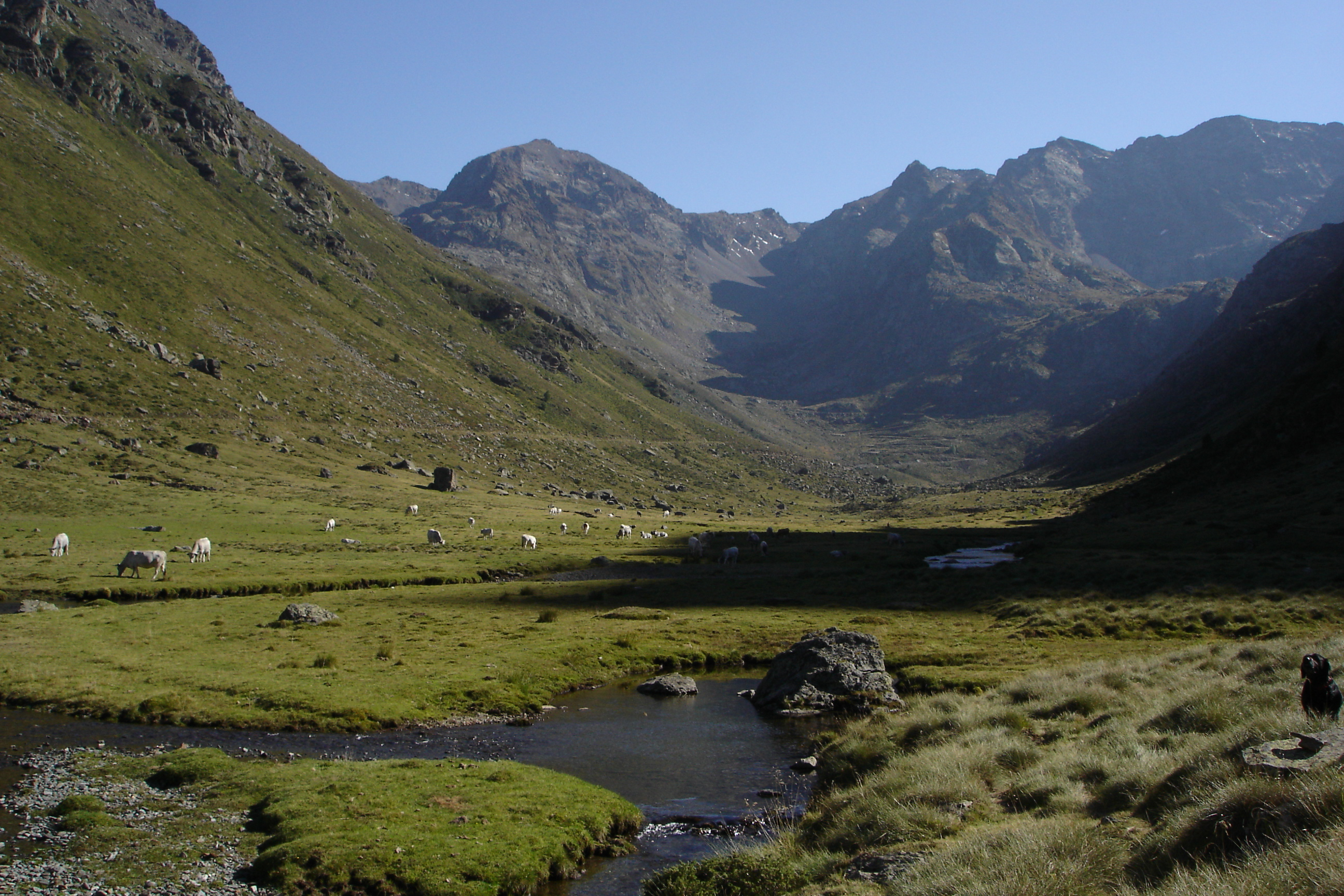
Pic de Médécourbe (vu depuis la France).

### Hydrographie
Le parc naturel des vallées du Coma Pedrosa fait partie du bassin hydrographique du riu d'Arinsal, long de 3 km et affluent de la Valira del Nord. Cependant le principal cours d'eau du parc est le riu Pollós. Celui-ci est long de 3,9 km et bien qu'affluent du riu d'Arinsal  collecte les eaux  du riu de Comallempla, du riu de Coma Pedrosa et du riu d'Areny.
De nombreux lacs d'origine glaciaire sont disséminés dans le parc. Les estanys Forcats constituent non seulement la plus vaste étendue d'eau du parc (environ 2 ha) mais sont également les plus hauts lacs du pays. Parmi les autres lacs du parc naturel figurent l'estany Negre et l'estany de les Truites.

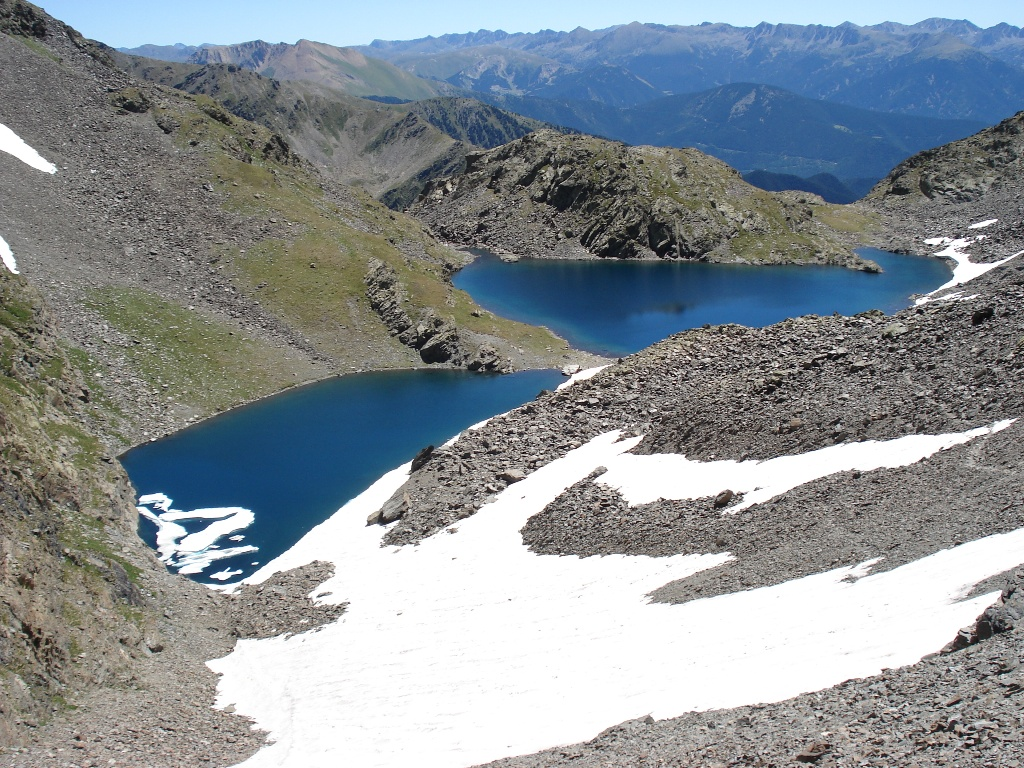
Estanys Forcats.
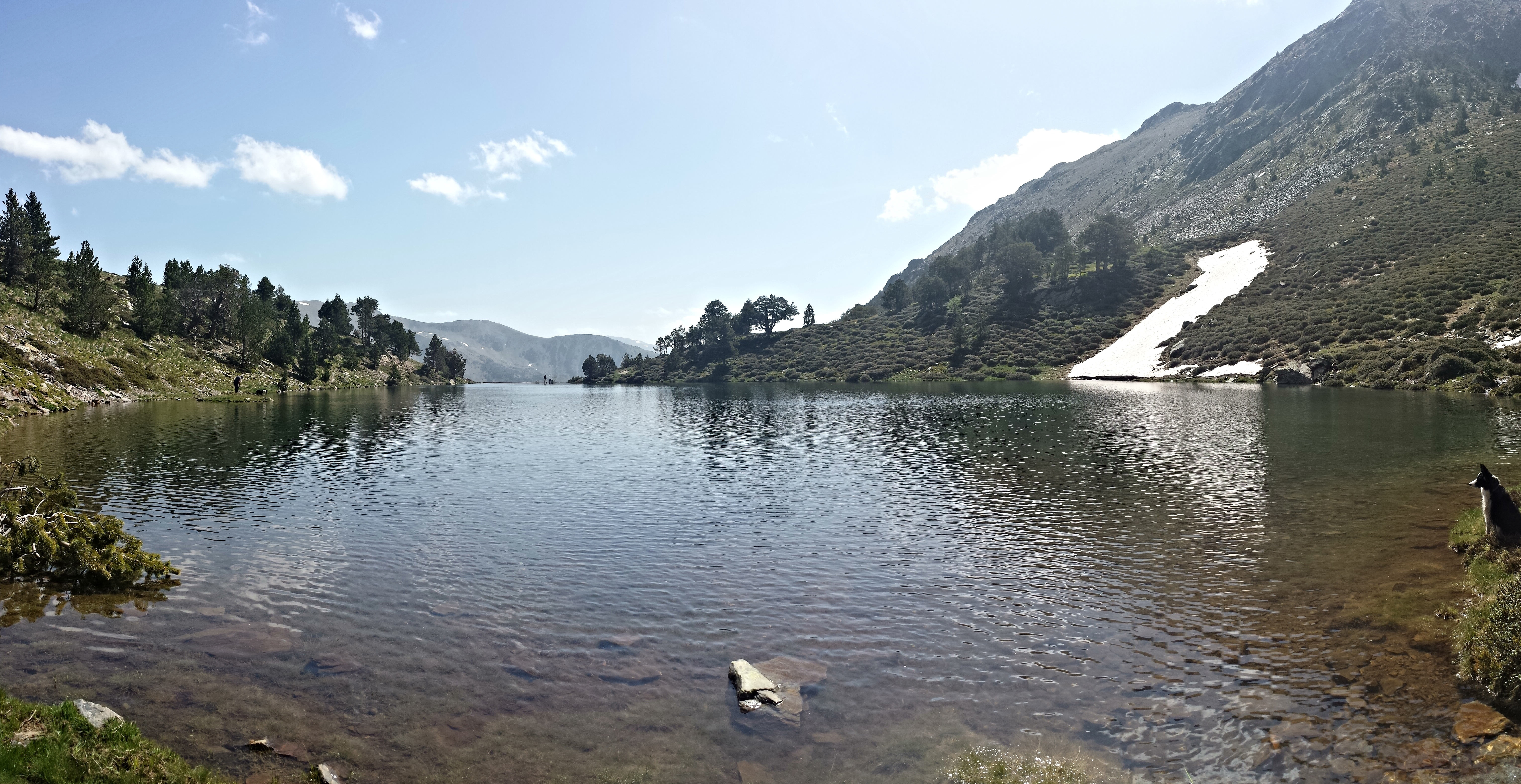
Estany de les Truites.
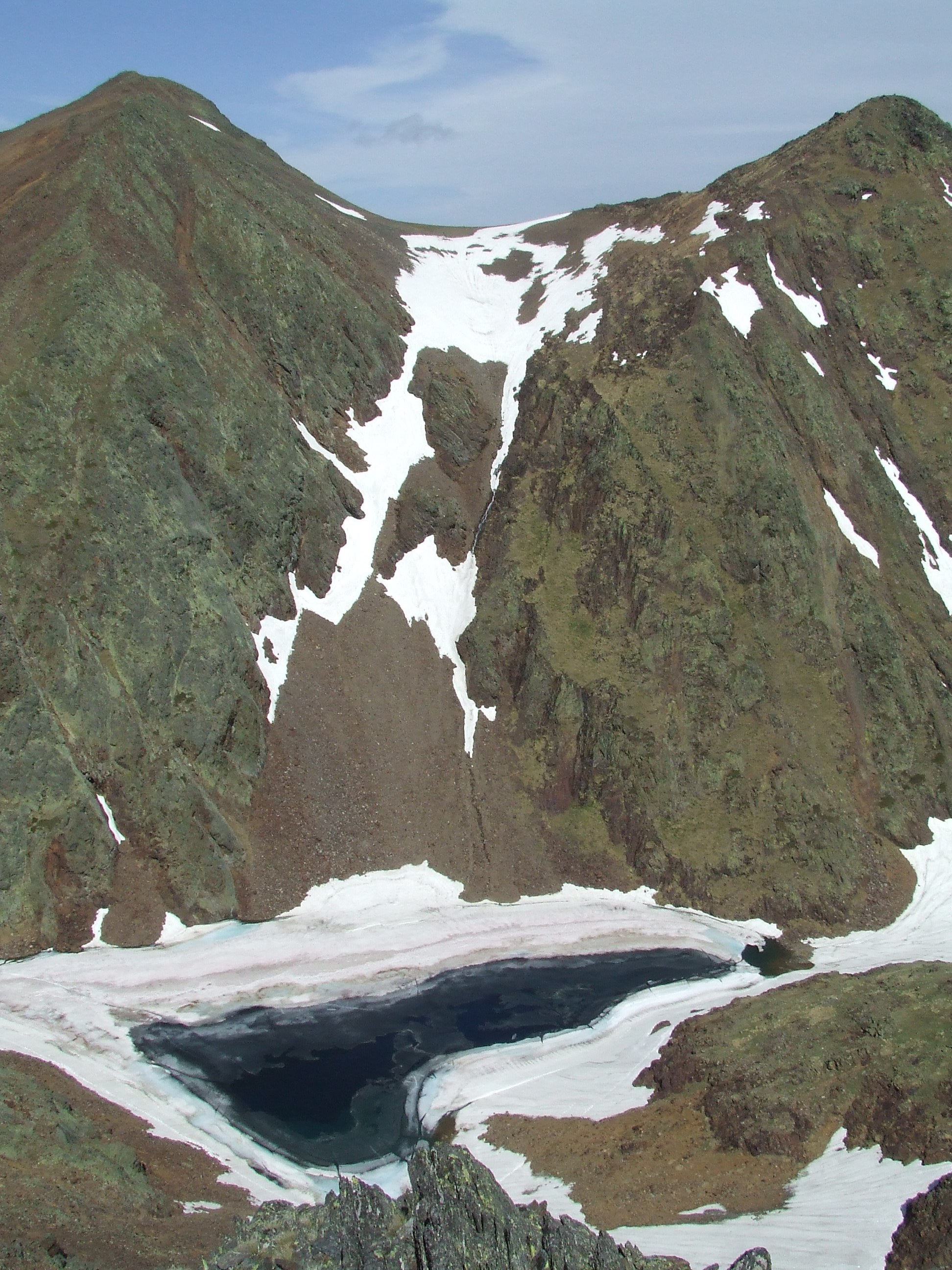
Estany Negre et pic de Sanfonts.

### Climat
Une station météorologique a été installée dans le parc à proximité des estanys Forcats à une altitude de 2 638 m ce qui a permis d'approfondir les connaissances concernant le climat du massif du Coma Pedrosa.
Le climat du parc est de type montagnard. Les zones les plus élevées sont sous influence atlantique, tandis que les zones plus basses sont sous influence méditerranéenne. Les hivers sont froids avec des températures moyennes négatives en janvier tandis que les étés sont plutôt chauds avec des températures moyennes pouvant atteindre 15 °C en juillet. Les précipitations annuelles sont d'environ 1 000 mm,.
| Mois                              | jan. | fév. | mars | avril | mai   | juin  | jui. | août | sep. | oct. | nov.  | déc. | année   |
| --------------------------------- | ---- | ---- | ---- | ----- | ----- | ----- | ---- | ---- | ---- | ---- | ----- | ---- | ------- |
| Température minimale moyenne (°C) | −4,8 | −5,3 | −3,7 | −2,1  | 1,4   | 4,7   | 7,1  | 7    | 4,6  | 2,1  | −1,7  | −3,7 | 0,6     |
| Température moyenne (°C)          | −2,7 | −2   | 0    | 1,1   | 5,5   | 9,5   | 12,8 | 12,5 | 9,4  | 5,8  | 0,7   | −1,8 | 4,2     |
| Température maximale moyenne (°C) | −0,7 | 0,9  | 3,7  | 4,6   | 9,1   | 14,5  | 17,9 | 17,1 | 13,5 | 9    | 3,1   | 0,3  | 7,6     |
| Précipitations (mm)               | 78,2 | 42,3 | 56,9 | 100,1 | 122,6 | 112,1 | 86,5 | 98,7 | 99,9 | 103  | 119,5 | 93   | 1 112,8 |

## Faune et flore

### Faune
Le parc présente une importante biodiversité avec 143 espèces de vertébrés représentées soit 75% des espèces retrouvées dans toute l'Andorre.
Amphibiens
- euprocte des Pyrénées (Euproctus asper)[9],[1] : espèce endémique des Pyrénées.

Insectes
- Le parc abrite 79 espèces de papillons diurnes, soit la moitié des espèces répertoriées dans le pays[1].

Mammifères
- blaireau européen (Meles meles)[9]
- campagnol roussâtre (Myodes glareolus)[4]
- chevreuil (Capreolus capreolus)[9]
- écureuil[4]
- fouine (Martes foina)[9]
- Mulot sylvestre (Apodemus sylvaticus)[4]
- Musaraigne d'eau (Neomys fodiens)[1]
- renard (Vulpes)[9]

Oiseaux
- bergeronnette grise (Motacilla alba)[4]
- cincle plongeur (Cinclus cinclus)[9],[1]
- fauvette à tête noire (Sylvia atricapilla)[9]
- hirondelle de fenêtre (Delichon urbicum)[9]
- mésange bleue (Cyanistes caeruleus)[9]
- mésange charbonnière (Parus major)[9]
- rouge-gorge familier (Erithacus rubecula)[4]
- troglodyte mignon (Troglodytes troglodytes)[4]

Reptiles
- lézard pyrénéen d'Aurelio (Iberolacerta aurelioi)[1] : espèce endémique des Pyrénées.

### Flore

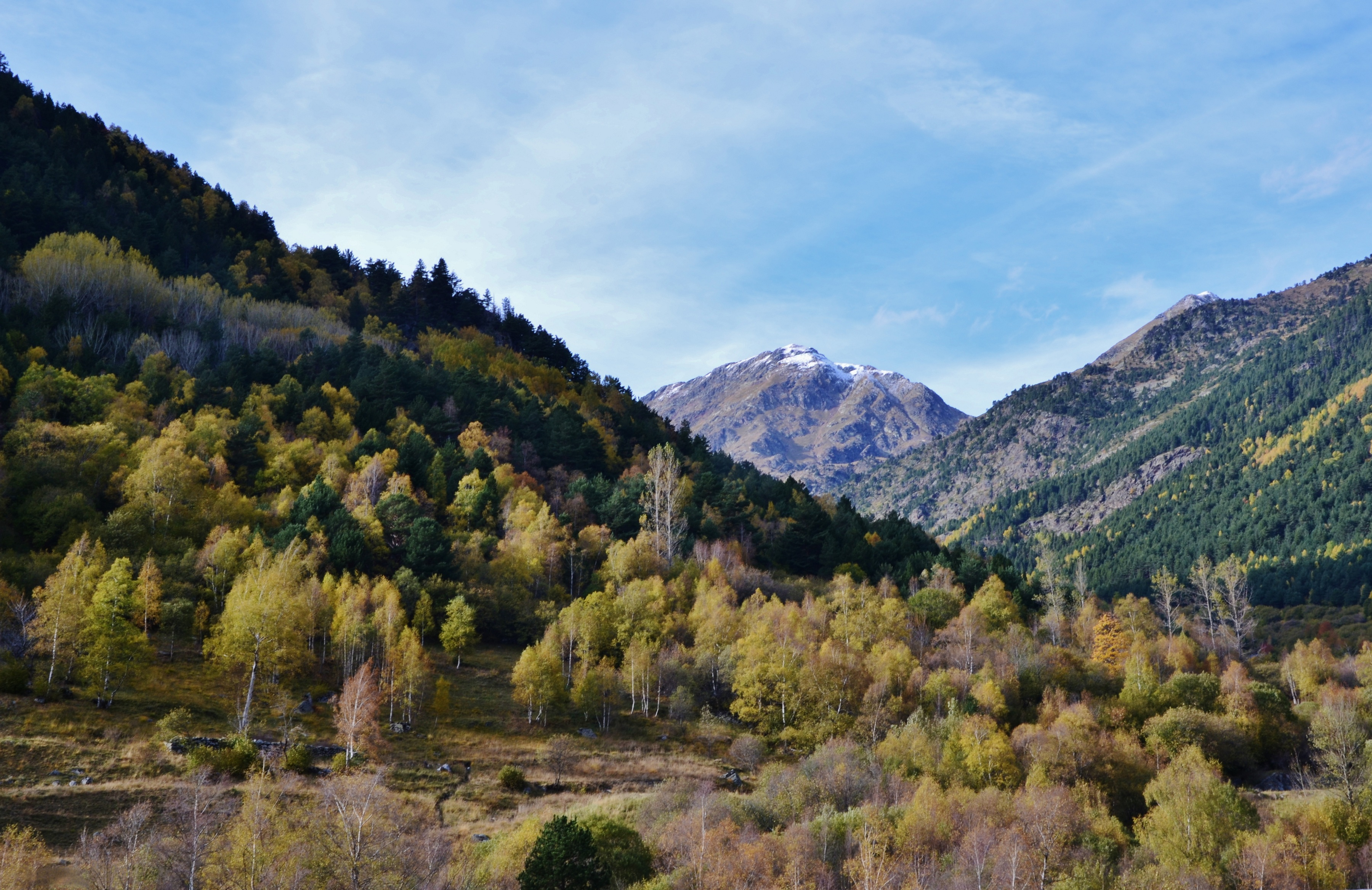
Zone forestière dans le parc.

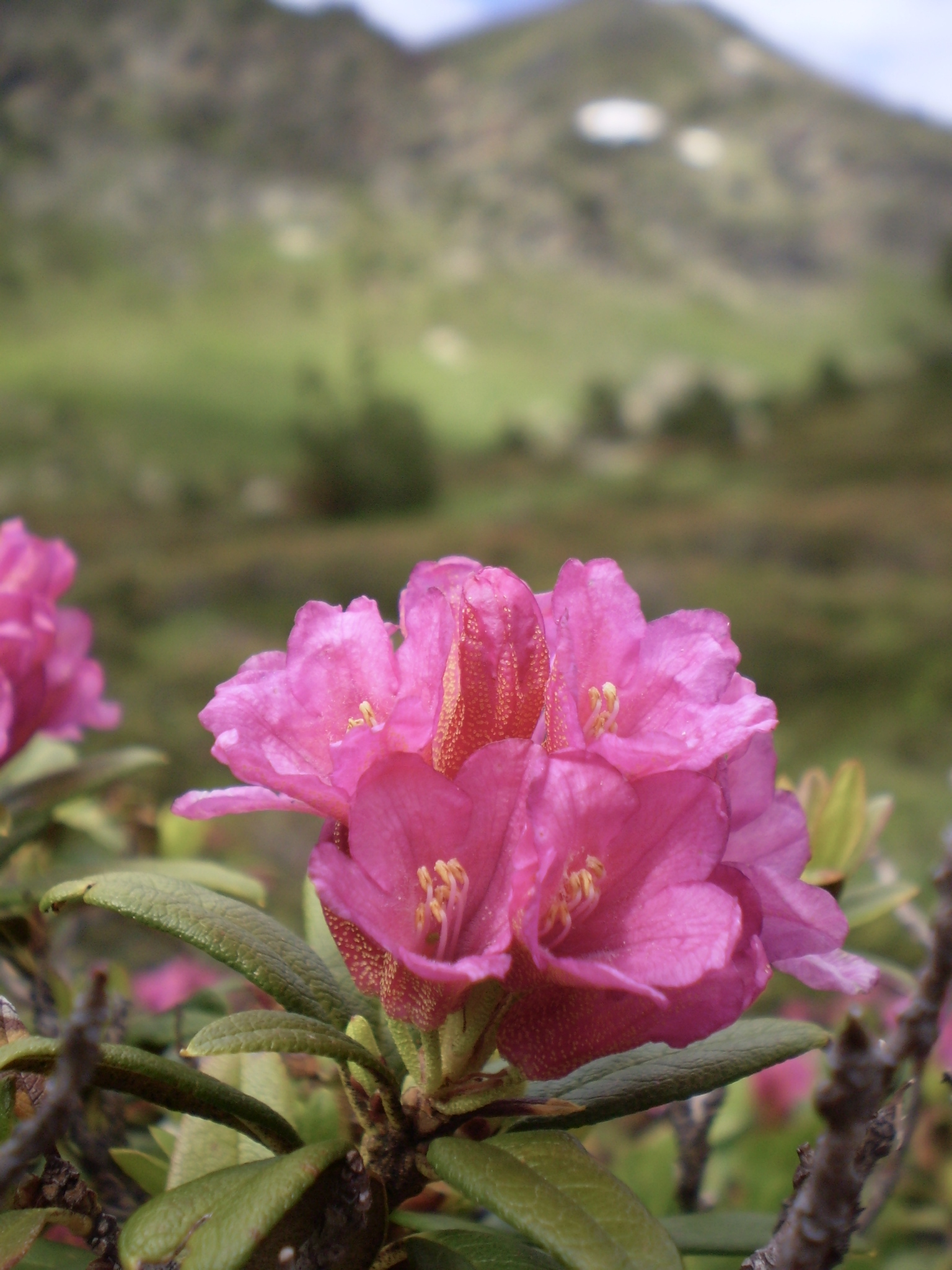
Rhododendron dans le massif du Coma Pedrosa.

#### Arbres et arbustes
Les forêts ne sont présentes qu'à la partie méridionale du parc. Il s'agit essentiellement de pinèdes constituées de pin sylvestre (Pinus sylvestris), et de pin noir (Pinus negra). On retrouve également d'autres espèces de conifères telles que le sapin blanc (Abies alba). Les autres espèces constitutives de ces zones forestières incluent le bouleau (Betula pubescens),, le coudrier (Corylus avellana), le saule marsault (Salix caprea) et le tremble (Populus tremula).
Les forêts ne se développement pas aux étages plus élevés du parc où elles sont remplacées par les arbustes dont les principales espèces sont le genévrier commun (Juniperus communis), le raisin-d'ours commun (Arctostaphylos uva-ursi), le rhododendron ferrugineux (Rhododendron ferrugineum) et la myrtille (Vaccinium myrtillus). On retrouve également le sureau des montagnes (Sambucus racemosa).

#### Plantes herbacées
Les plantes herbacées dominent à haute altitude et constituent des pelouse siliceuses ou mésophiles. Les principales espèces retrouvées sont celles du genre fétuque (Festuca skia, Fetuca spadicea et Fetuca airoides). Elles coexistent avec d'autres espèces comme Nardus stricta, 
Carex curvula ou encore Arrhenatherum elatius.

## Histoire

### Activités traditionnelles
Le parc était traditionnellement une zone d’élevage comme en témoigne la présence de constructions en pierre sèche (cabanes et orris) tels que l’orri de Montmantell ou la cabana de Comapedrosa. Les sentiers du massif étaient par le passé les seules voies de communication entre les villages de la paroisse de La Massana et les vallées françaises et catalanes voisines. Le massif du Coma Pedrosa est de nos jours principalement dédié au tourisme et aux activités en plein air telles que la randonnée dont la pratique se déroule principalement sur la saison estivale. Environ 10500 personnes visitent ainsi le parc chaque été.

### Protection

Carte des espaces naturels protégés d'Andorre.

La première étude en vue de la constitution d'un parc naturel dans la zone a été lancée en 2001 par le comú de La Massana. Celle-ci a abouti à la création du parc le 18 décembre 2003, confirmée par le bulletin officiel de la principauté d'Andorre. Le 27 juillet 2006, le parc s'est agrandi pour occuper sa surface actuelle de 1 543 ha. Enfin, le 14 avril 2014, les zones humides du parc ont été classées site Ramsar.

### Coordination transfrontalière
Le 24 août 2018 a été acté à La Massana un protocole de coopération permanent de quatre parcs naturels existants qui devient le Parc pyrénéen des trois nations. Il s'agit du parc naturel de l'Alt Pirineu en Catalogne (Espagne), du parc naturel régional des Pyrénées ariégeoises en Ariège (France) et de deux parcs naturels communaux de l'Andorre, à savoir le parc naturel de la vallée de Sorteny et le parc naturel des vallées du Coma Pedrosa.

## Randonnée

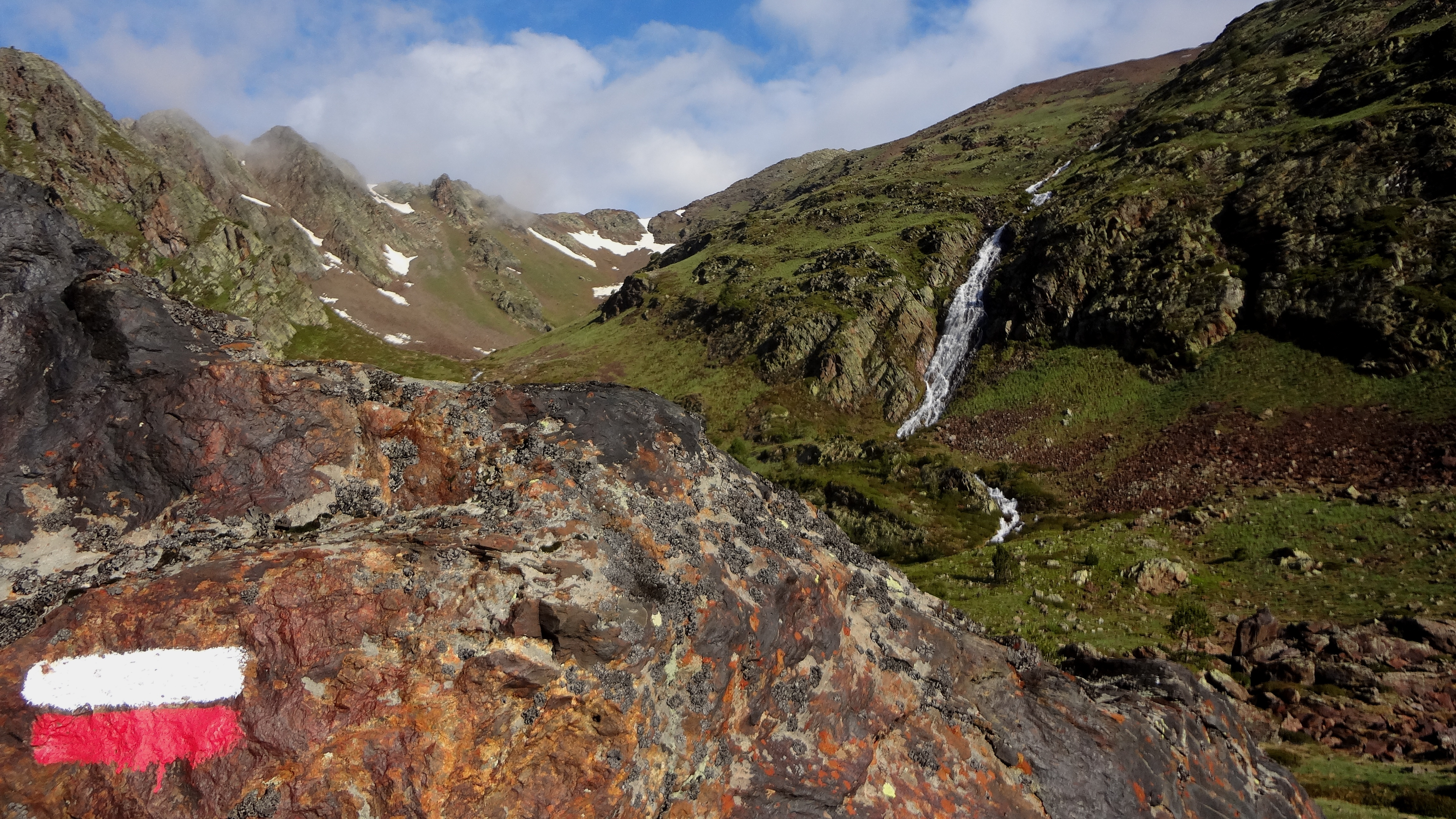
Le GR 11 à proximité du pic de Sanfonts.

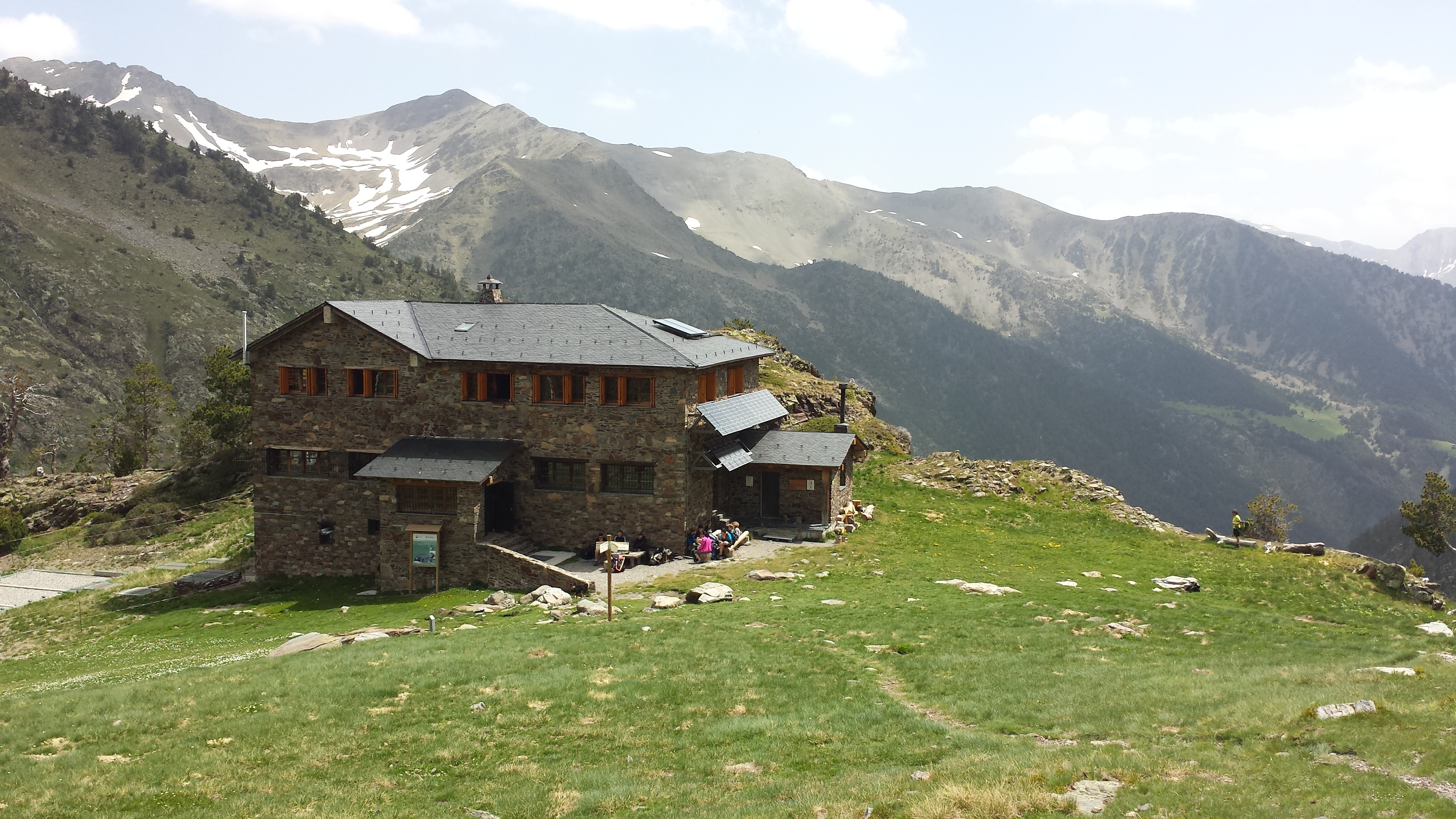
Le refuge de Coma Pedrosa.

Le parc naturel des vallées du Coma Pedrosa est traversé de part en part par le GR 11 espagnol qui y pénètre depuis l'Espagne par le port de Baiau pour se diriger ensuite vers l'estany Negre, le refuge de Coma Pedrosa et rejoindre le village Arinsal. D'autres chemins de grande randonnée peuvent être empruntés dans le parc tel que le GRP qui permet de faire le tour de l'Andorre ou encore le GR 11.1 (embranchement du GR11 pénétrant dans le parc par les estanys Forcats et rejoignant Arinsal par le refuge del Pla de l'Estany).
En dehors de ces chemins de grande randonnée, le parc dispose de sentiers d'écotourisme permettant de découvrir la faune et la flore du parc. Il est également possible de randonner à cheval dans le parc.
Le parc abrite quatre refuges destinés aux randonneurs. Le plus important est le refuge de Coma Pedrosa, gardé pendant les mois d'été et possédant une capacité d'accueil de 49 personnes. Les trois autres refuges sont non gardés et d'une capacité nettement plus modeste : refuge de les Fonts, refuge del Pla de l'Estany et refuge d'Estanys Forcats.